# Linia kolejowa Żmigród – Wąsosz
Linia kolejowa nr 317 – zlikwidowana linia kolejowa o długości 24,527 kilometrów łącząca stację Żmigród ze stacją Wąsosz.

## Historia
Na początku lat 80. XIX wieku Wąsosz liczył na rozwój po uzyskaniu połączenia z linią kolejową Wrocław – Poznań należącej wówczas do Towarzystwa Kolei Górnośląskiej. W 1883 roku wydano koncesję na budowę linii. W tym samym roku Towarzystwo Kolei Górnośląskiej i linia Żmigród – Wąsosz zostały upaństwowione. 15 września 1886 roku linia kolejowa została oddana do użytku. W momencie oddania do użytku kursowały trzy pary pociągów w ciągu doby. 1 maja 1945 roku linia kolejowa została przekazana na własność PKP. 31 grudnia 1960 roku linia została zamknięta dla ruchu pasażerskiego i towarowego. W latach 70. linia została rozebrana.
Na przełomie lat 80. i 90. między Węglem a Barkówkiem wybudowano tor doświadczalny Instytutu Kolejnictwa, a ponad 3,5-kilometrowy odcinek z Węglewa do Żmigrodu został użyty do budowy wjazdu na tor doświadczalny.